# Černov
Černov (en allemand : Tschernow) est une commune du district de Pelhřimov, dans la région de Vysočina, en République tchèque. Sa population s'élevait à 127 habitants en 2020.

## Géographie
Černov se trouve à 3 km au nord-nord-ouest de Horní Cerekev, à 12 km au sud-est de Pelhřimov, à 21 km à l'ouest-sud-ouest de Jihlava à 104 km au sud-est de Prague.
La commune est limitée par Nový Rychnov au nord, par Horní Cerekev à l'est et au sud et par Nová Buková à l'ouest.

## Histoire
La première mention écrite de la localité date de 1590.